# Servizio aereo della Polizia di Stato

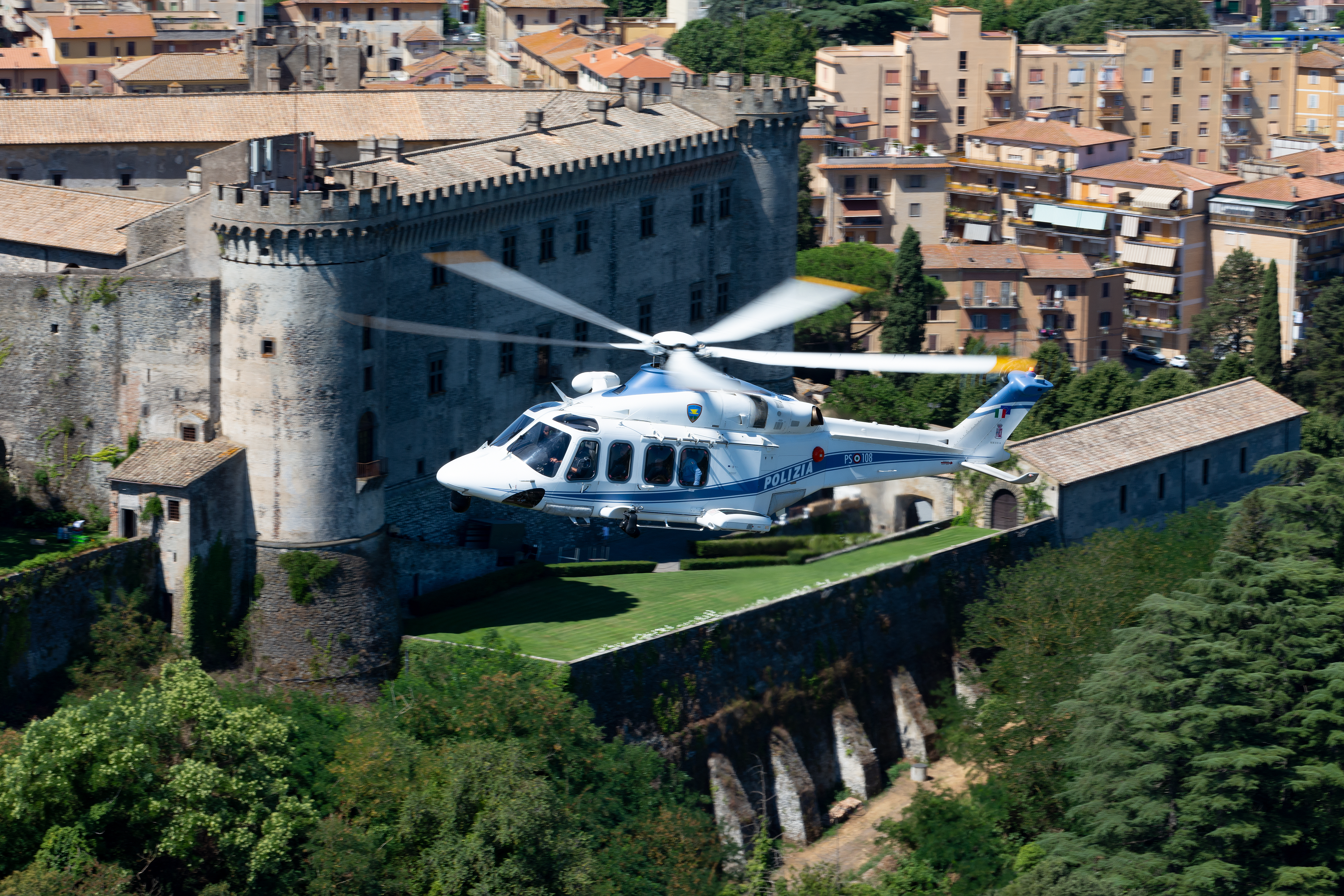
Elicottero Leonardo AW139 del 1º Reparto Volo della Polizia di Stato in volo sul Castello Odescalchi di Bracciano

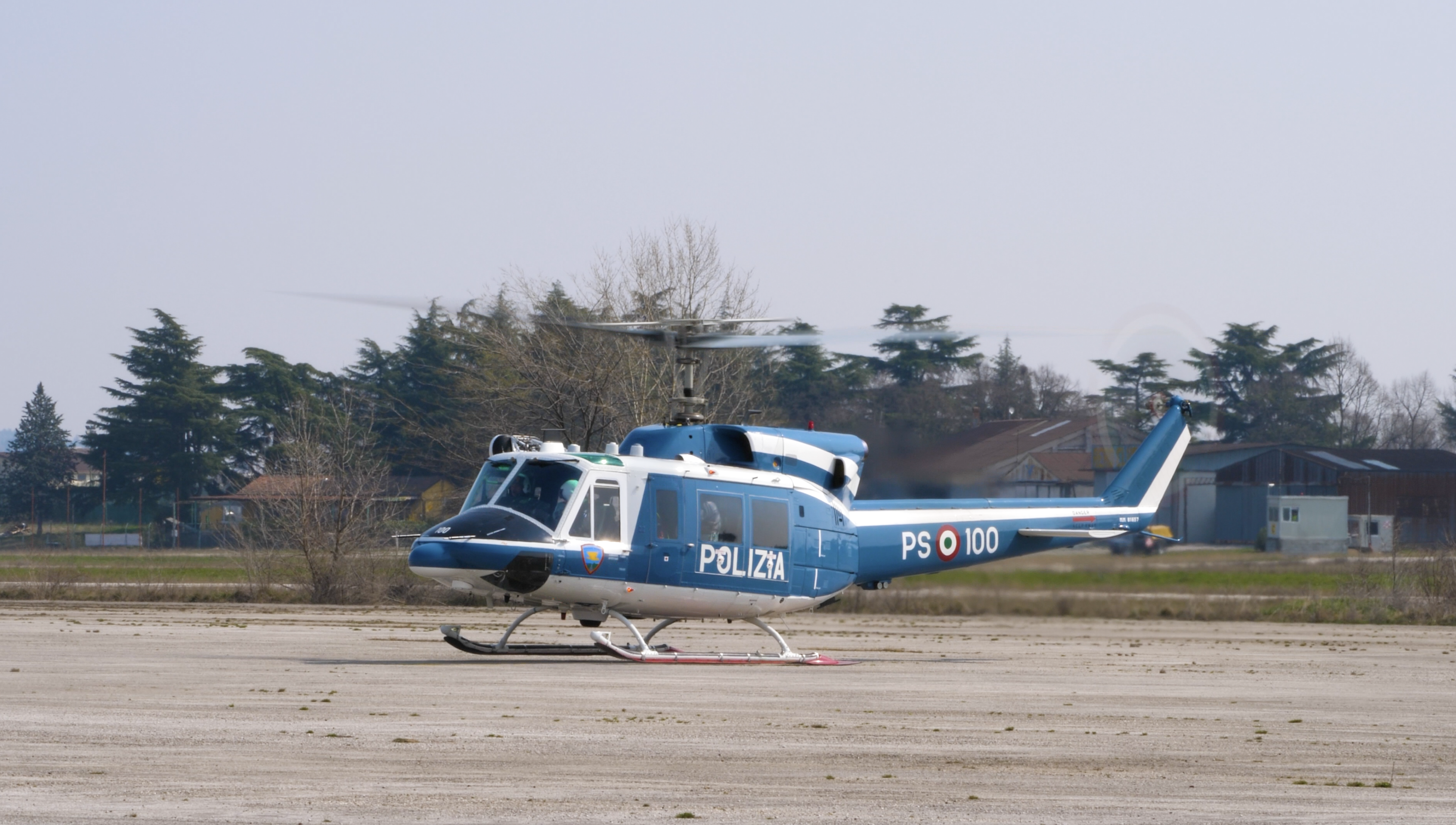
Elicottero AB-212 Poli 100 del Servizio Aereo della Polizia di Stato in decollo

Il Reparto aereo o Servizio aereo della Polizia di Stato è un reparto delle Forze dell'Ordine creato nel 1971 presso la base di Pratica di Mare, vicino a Roma e dotato di aeroplani ed elicotteri.
Fra i compiti assegnati vi è il controllo delle arterie stradali, le attività di soccorso aereo e di recupero in mare o in montagna e il controllo del territorio nazionale per garantire l'ordine e la sicurezza pubblica.

## Storia
Le prime attività di volo svolte da personale del Corpo delle Guardie di Pubblica Sicurezza risalgono al 1956 quando, in occasione di un'eccezionale ondata di maltempo, alcuni Ufficiali PS svolsero delle attività di pianificazione e coordinamento a bordo di elicotteri. Nel 1959 vennero svolte le prime prove di collaborazione tra le pattuglie stradali della Polizia e una componente aerea, i risultati confermarono l'efficacia dei velivoli come supporto alle pattuglie a terra. La mancanza di personale non permise di sviluppare ulteriori collaborazioni sino al 1963, quando vennero eseguiti ulteriori test a Milano e Roma utilizzando elicotteri forniti dall'Aeronautica Militare, i quali confermarono ancora una volta la validità del mezzo aereo come punto di osservazione privilegiato. Da quel momento iniziò la formazione dei membri della PS per svolgere questo tipo di compito.
Il Reparto aereo venne ufficialmente creato il 1º gennaio del 1971, con un apposito decreto ministeriale. Il primo reparto volo venne ufficialmente costituito presso l'aeroporto militare di Pratica di Mare ed era equipaggiato con alcuni esemplari di Agusta Bell AB 47 J.
Oggi il servizio aereo è composto da diversi reparti sparsi per tutto il territorio nazionale e conta una flotta di 83 aeromobili, tra aerei ed elicotteri.
Prestano servizio nel settore aereo della Polizia di Stato 526 agenti, di cui 174 piloti e 352 specialisti.
Ciascun Reparto Volo ha un proprio stemma personalizzato,   ispirato alla dislocazione geografica ed alla storia del Reparto stesso.

### Ruolo
Nel momento della sua fondazione il reparto aveva pochi incarichi, come il controllo delle arterie stradali. Oggi gli aeromobili della Polizia di Stato vengono impiegati in svariate operazioni come le attività di soccorso e di recupero in mare o in montagna. Ma soprattutto l'attività principale è il controllo del territorio nazionale per garantire l'ordine pubblico, infatti questi apparecchi vengono anche impiegati durante le manifestazioni di vario genere come partite di calcio, per il monitoraggio del traffico automobilistico su strade e autostrade nei week-end e durante i periodi delle vacanze, oppure vengono utilizzati per contrastare i fenomeni di criminalità come, ad esempio, il contrabbando di sostanze illecite. Vengono, altresì, impiegati a supporto di attività ad alto rischio per il trasporto delle unità NOCS.

## Aeromobili in uso
Oggi la Polizia di Stato può contare sull'appoggio di svariati velivoli, sia ad ala fissa che mobile, i quali, a seconda delle loro specifiche, vengono usati con diversi compiti e in diversi ruoli. La ripartizione geografica è studiata in modo da garantire un'operatività elevata sull'intero territorio nazionale.
| Aereo                             | Immagine                          | Origine                           | Tipo                                                                 | Versione (nome locale)            | In Servizio (2022)                | Note                                                                            |
| Aerei da osservazione e trasporto | Aerei da osservazione e trasporto | Aerei da osservazione e trasporto | Aerei da osservazione e trasporto                                    | Aerei da osservazione e trasporto | Aerei da osservazione e trasporto | Aerei da osservazione e trasporto                                               |
| --------------------------------- | --------------------------------- | --------------------------------- | -------------------------------------------------------------------- | --------------------------------- | --------------------------------- | ------------------------------------------------------------------------------- |
| Piaggio P180 Avanti               |                                   | Italia                            | Controllo territoriale aereo da trasporto VIP                        | P.180 Avanti II                   | 3                                 | 3 P.180 Avanti II in servizio al maggio 2022.                                   |
| Partenavia P.68                   |                                   | Italia                            | Controllo territoriale                                               | P.68 Observer                     | 10                                | 10 P.68 in servizio al maggio 2022.                                             |
| Elicotteri                        |                                   |                                   |                                                                      |                                   |                                   |                                                                                 |
| Agusta Bell 206                   |                                   | Stati Uniti Italia                | Elicottero da trasporto leggero elicottero da addestramento          | AB-206                            | 15                                | 15 AB-206 in servizio in servizio al maggio 2022.                               |
| Agusta Bell 212                   |                                   | Stati Uniti Italia                | Elicottero da trasporto multiruolo medio                             | AB-212                            | 21                                | 21 AB-212 in servizio all'agosto 2022.                                          |
| AgustaWestland AW109              |                                   | Italia                            | Elicottero da trasporto multiruolo leggero Trasporto VIP             | A109AA109A Mk IIA109N NEXUS       | 12(1)                             | L'unico modello NEXUS, il PS107, risulta danneggiato a seguito di un incidente  |
| AgustaWestland AW139              |                                   | Italia                            | Elicottero da trasporto multiruolo medio elicottero da trasporto VIP | UH-139CUH-139E                    | 83                                | 8 AW139 consegnati tra il 2013 e il 2014. Ulteriori 3 AW139E ordinati nel 2019. |

## Dislocazione dei Reparti volo
La Polizia di Stato ha al proprio interno 11 Reparti volo, distribuiti su tutto il territorio nazionale.
- 1º Reparto volo-Aeroporto di Pratica di Mare
- 2º Reparto volo-Aeroporto di Milano-Malpensa
- 3º Reparto volo-Aeroporto di Bologna
- 4º Reparto volo-Aeroporto di Palermo-Boccadifalco
- 5º Reparto volo-Aeroporto di Reggio Calabria
- 6º Reparto volo-Aeroporto di Napoli-Capodichino
- 7º Reparto volo-Aeroporto di Oristano-Fenosu
- 8º Reparto volo-Aeroporto di Firenze
- 9º Reparto volo-Aeroporto di Bari
- 10º Reparto volo-Aeroporto di Venezia-Tessera
- 11º Reparto volo-Aeroporto di Pescara

Dal 16 dicembre 2013 il 7º Reparto volo si è trasferito da Abbasanta all'aeroporto di Oristano-Fenosu.